# Ceroma katanganum
Ceroma katanganum är en spindeldjursart som beskrevs av Roewer 1933. Ceroma katanganum ingår i släktet Ceroma och familjen Ceromidae. Inga underarter finns listade i Catalogue of Life.